# Liua
Liua is een geslacht van salamanders uit de familie Aziatische landsalamanders (Hynobiidae). De groep werd voor het eerst wetenschappelijk beschreven door Zhao & Hu in 1983. De soortaanduiding Liua is een eerbetoon aan de Chinese herpetologe Cheng-chao Liu. Zij is (co)auteur van de verschillende soorten van het geslacht.
Er zijn twee soorten die endemisch zijn in China.

## Soorten
Geslacht Liua
- Soort Liua shihi
- Soort Liua tsinpaensis